# 덴표쇼호
덴표쇼호(일본어: 天平勝宝)는 일본의 연호 중 하나이다. 덴표쇼호 7년에 연호를 세는 단위가 '년'(年)에서 '세'(歳)로 개정되었다가 덴표호지로 개원할 때 다시 세는 단위가 년(年)으로 환원되었다.
- 전후 : 덴표칸포(天平感宝) 이후 - 덴표호지(天平宝字) 이전.
- 시기 : 749년 ~ 756년
- 천황 : 고켄 천황

## 개원
- 덴표칸포 원년 7월 2일(율리우스력 749년 8월 19일) 고켄 천황 즉위에 따라 개원하여
- 덴표쇼호 9년 8월 18일(율리우스력 757년 9월 6일) 덴표호지로 개원되었다.

## 덴표쇼호 시기에 일어난 일
- 2년
  - 견당사가 열여섯 번째로 파견되었다.
- 3년
  - 현존하는 일본에서 가장 오래된 한시집인 《가이후소》(懐風藻 회풍조[*])가 편찬되었다.
- 4년
  - 도다이지(東大寺)의 대불에서 개안공양(開眼供養) 의식이 치러졌다.
- 6년
  - 당나라에서 고승 감진(鑑真)이 일본에 당도하였다.
- 9세
  - 쇼무 천황의 유품을 도다이지에 봉납하였다.

## 서력과의 대조표
| 덴표쇼호    | 원년       | 2년        | 3년        | 4년        | 5년        | 6년        | 7세        | 8세        | 9세        |
| ----------- | ---------- | ---------- | ---------- | ---------- | ---------- | ---------- | ---------- | ---------- | ---------- |
| 서기 (西紀) | 749년      | 750년      | 751년      | 752년      | 753년      | 754년      | 755년      | 756년      | 757년      |
| 간지 (干支) | 기축(己丑) | 경인(庚寅) | 신묘(辛卯) | 임진(壬辰) | 계사(癸巳) | 갑오(甲午) | 을미(乙未) | 병신(丙申) | 정유(丁酉) |

## 같이 보기
- 일본의 연호 일람

| 이전 덴표칸포 | 일본의 연호 749년 ~ 756년 | 다음 덴표호지 |